# Rajky (obwód żytomierski)
Rajky (ukr. Райки) – wieś na Ukrainie, w obwodzie żytomierskim, w rejonie berdyczowskim, w hromadzie Szwajkiwka. W 2001 roku liczyła 1288 mieszkańców, spośród których 1248 wskazało jako ojczysty język ukraiński, 39 rosyjski, a 1 ormiański.